# Encyclopédie Méthodique
L'Encyclopédie méthodique, (L'Enciclopedia Metodica), nome completo Encyclopédie methodique, ou par ordre de matieres, chiamata anche Encyclopédie "Panckoucke", è una enciclopedia pubblicata nel XVIII secolo, in lingua francese. È un'opera monumentale che si basa sull'Encyclopédie ou Dictionnaire raisonné des sciences, des arts et des métiers di Diderot e d’Alembert con l'obiettivo di migliorarla e di completarla.
È stata lanciata in sottoscrizione nel 1782 dal libraio-filosofo Charles-Joseph Panckoucke, con sede a Parigi, dove aveva creato con successo il primo impero giornalistico del tempo. La sua uscita si distribuisce su mezzo secolo, dal 1782 al 1832. Dopo la morte di Charles Joseph Panckoucke avvenuta nel 1798, la pubblicazione fu assicurata da suo genero e socio Henri Agasse (1752-1813) e poi da sua figlia Thérèse-Charlotte Agasse, vedova di quest'ultimo.
Questa impresa colossale, a cui hanno partecipato più di mille autori, raggiunge una serie di 210 volumi (157 di testo su due colonne e 53 di tavole), su quindici metri lineari.
I collaboratori erano esperti che avevano una certa libertà di scrivere, al di là dell'ordinamento generale della precedente Encyclopédie ou Dictionnaire raisonné des sciences, des arts et des métiers.
Il titolo completo è: L'Encyclopédie méthodique ou par ordre de matières par une société de gens de lettres, de savants et d'artistes; précédée d'un Vocabulaire universel, servant de Table pour tout l'Ouvrage, ornée des Portraits de MM. Diderot et d'Alembert, premiers Éditeurs de l'Encyclopédie (L'Enciclopedia metodica o per ordine di materie per un pubblico di letterati, studiosi e artisti, preceduta da un vocabolario universale, che serve da indice per tutto il lavoro, ornati con i ritratti dei signori Diderot e d'Alembert, i primi redattori della Enciclopedia).

## Traduzioni
Dieci volumi di una traduzione in spagnolo con un volume di illustrazioni (plates) sono stati pubblicati a Madrid nel 1806:
- Historia natural, Vol. 1-2
- Grammatica, Vol. 1
- Arte militar, Vol. 1-2
- Geografia, Vol. 1-3
- Fabricas, Vol. 1-2
- Plates, Vol. 1

Una edizione in francese è stata stampata a Padova, con placcature di metallo, molto finemente incisa.

## Dettagli dell'enciclopedia
La suddivisione adottata:
| 01. Matematica 02. Fisica 03. Medicina 04. Anatomia e Fisiologia 05. Chirurgia 06. Chimica, metallurgia e Farmacia 07. Agricoltura 08. Storia Naturale degli animali, in sei parti 09. Botanica 10. Minerali 11. Geografia fisica 12. geografia Antica e moderna 13. epoca classica | 14. Storia 15. Teologia 16. Filosofia 17. Metafisica, logica e morale 18. Grammatica e letteratura 19. Legge 20. Finanza 21. Economia politica 22. Commercio 23. Mare 24. Arte militare 25. Belle arti 26. Arti e mestieri |

I più grandi dizionari sono stati:
- Zoologia: 13,645 pagine, 1206 illustrazioni (7 vol.);
- Botanica: 12,00 2pagine, 1,000 illustrazioni (34 solo sulle piante Crittogame);
- Medicina: 10,330 pagine (13 vol.);
- Geografia: 9,090 pagine, 193 mappe e illustrazioni (3 vol. e 2 atlanti);
- Giurisprudenza (con polizia e municipalità): 7,607 pagine (10 vol.); e
- Anatomia (non un dizionario ma una serie di trattati sistematici): 2,866 pagine (4 vol.).

## Volumi (selezione)
- Jean Nicoals Démeunier, Encyclopédie méthodique. Economie politique et diplomatique, Paris, Pancoucke, Liège, Plomteux, 1784–1788. Vol. 1-4. [2], vi-760; [2], 757; [2], 787; [2]. 840 S.
- Vol [1],7 Agriculture; T. 7; Dictionnaire de la culture des arbres et de l'aménagement des forêts / par Bosc et Baudrillard, 1821. – VII, 825 S.
- Encyclopédie méthodique, Marine, 3 libri di testo e un volume di illustrazioni, Paris e Liegi, Panckoucke e Plomteux, 1783–87.

## Accoglienza
L'Inquisizione spagnola cercò di impedire la traduzione e la commercializzazione della Enciclopedia francese. Le critiche vertevano sulla visione del mondo protestante dei Panckoucke ed in particolare sulla voce "Spagna".

## Parziale lista di contributori
- Jean Guillaume Audinet-Serville (insetti)
- Pierre Joseph Bonnaterre (cetacei, mammiferi, uccelli, rettili, anfibi, e insetti)
- Jean-Nicolas Démeunier (U.S.A)
- Antoine François, conte de Fourcroy (insetti)
- Félix Édouard Guérin-Méneville (insetti)
- Jean Baptiste Godart (insetti)
- Christian Hee Hwass (molluschi)
- Thomas Jefferson (U.S.A)
- Jean-Baptiste Lamarck (botanica)
- Philippe-Isidore Picot de Lapeyrouse (uccelli)
- Pierre André Latreille (invertebrati, insetti)
- Amédée Louis Michel Lepeletier (insetti)
- Antoine Chrysostome Quatremère de Quincy (architettura)
- Jacques de Sève illustrazioni
- Jacques-André Naigeon